# Brain natriuretic peptide
Brain natriuretic peptide (BNP) en het fysiologische niet-actieve afsplitsproduct NT-proBNP zijn stoffen die in specifieke cellen van de hartspier worden aangemaakt, vooral wanneer sprake is van overbelasting van het hart. 
Het gaat dan met name om situaties waarbij de druk in het hart is toegenomen. Men moet dan specifiek denken aan hartfalen, verhoogde weerstand van bloedvaten of bij problemen in het vaatbed van de longen waardoor drukverhoging naar het hart optreedt. 
BNP heeft een werking in het lichaam waardoor het verhoogde bloeddruk en te veel vocht in het bloedvatensysteem probeert te corrigeren. Dit gaat voornamelijk via de nieren en via andere hormonen om het teveel aan water en zout uit het lichaam af te voeren. 
Onderzoek heeft aangetoond dat er een verband is tussen de concentratie van deze twee stoffen in het bloed en de ernst van hartfalen.

## Toepassing
BNP- en NT-proBNP-metingen in het bloed kunnen dus gebruikt worden voor:
- Diagnosestelling van hartfalen bij klinische symptomen
- Vervolgen van therapie
- Inschatten van de prognose bij hartfalen

Doordat er veel andere oorzaken kunnen zijn die een verhoging van de BNP of NT-proBNP kunnen geven, ligt de kracht van deze bepaling vooral in het uitsluiten van hartfalen als er wel een sterke klinische verdenking is op deze aandoening.
Het verschil tussen BNP en NT-proBNP zit in de concentratie waarin het voorkomt in het bloed en de klaring door de nier: NT-proBNP wordt door de nier uitgescheiden waardoor er bij een gestoorde nierfunctie snel hogere waarden worden gevonden. Hier moet bij de interpretatie rekening mee worden gehouden.